# Vesna Musić
Vesna Musić, nekdanji slovenski fotomodel, * konec 60. ali začetek 70. let
Leta 1990 je osvojila naslov Miss Slovenije, udeležila se je še tekmovanja za miss Jugoslavije.
Bila je v žiriji tekmovanja za Miss Slovenije 1991. Manekenstvo je kmalu po tem opustila, ker v njem v Sloveniji ni našla zaslužka.

## Zasebno
Ob njeni zmagi so mediji navajali, da je stara 18, 20 in 21 let.Prijavila jo je fantova mama. Imela je dve mlajši sestri. Po izobrazbi je bila upravni tehnik.